# Kiril Popov
Kiril Аtanasov Popov (en búlgaro: Кирил Атанасов Попов) (Shumen, 3 de mayo de 1880 - Sofía, 1 de mayo de 1966) fue un matemático búlgaro, pionero en el estudio teórico de las trayectorias balísticas de cuerpos en el espacio exterior.

## Biografía
Popov nació en 1880 en Shumen. Era hijo de Aleksandr (un comerciante de Shumen que vivió muchos años en Estambul, y que había participado en las guerras nacionales de Bulgaria) y de Anastasia, (poseedora de dotes artísticas), padres de cuatro hermanos. 
Tras educarse en Varna, en 1897 se graduó como maestro de escuela primaria. Al año siguiente ingresó en la Escuela Superior de Sofía en la especialidad de matemáticas y física. Ganó una beca, que junto con el dinero obtenido realizando traducciones del francés le permitieron costear sus estudios superiores, que completó en 1902. Ejerció como maestro durante un año en Svishtov, tiempo durante el que se familiarizó con las obras de Ernst Mach y de Henri Poincaré. En 1904 , fue elegido asistente en el Departamento de Astronomía de la Facultad de Física-matemática, dirigido por el profesor Bachvarov. Mientras mejoraba su conocimiento del alemán, sus dos años como asistente le ayudaron a profundizar en el conocimiento teórico de la física, la mecánica celeste, la teoría de la probabilidad y de la geometría. 
En 1906 Popov viajó a Múnich, donde asistió a conferencias de los profesores Zelinger, Korn y Roentgen, visitando a continuación Heidelberg. Allí se reunió con varios eminentes astrónomos y se familiarizó con el problema de los tres cuerpos y teoría de las perturbaciones. En 1907 trabajó como especialista en el Observatorio de Niza. El profesor Basso le ayudó a comenzar un doctorado en la sorbona sin necesidad de un examen preliminar. Popov asistió a las conferencias sobre mecánica celeste de Henri Poincaré,  que le sirvieron de inspiración para el tema de su tesis doctoral. Popov encontró imprecisiones en las fórmulas de Poincaré para el movimiento del asteroide (108) Hecubа. En esta época realizó visitas a los observatorios de Greenwich y de Estrasburgo, y durante el mes que pasó en Londres conoció a su futura esposa, Kathe Otto. Regresó a ocupar su puesto de ayudante en Bulgaria en 1909, trabajando durante dos años en su tesis de "Un caso particular del problema de los tres cuerpos. El movimiento de Hecuba", considerando las perturbaciones de segundo orden producidas por Júpiter. En 1912 fue aprobada por la dirección de la Universidad de la Sorbona, cuando la muerte de Poincaré (debido a una intervención quirúrgica) amenazó con paralizar la obtención de su doctorado. Sin embargo, el llamamiento a filas de Popov por el comienzo de la Guerra de los Balcanes, motivó que con una rapidez sin precedentes se formara de nuevo un tribunal académico para proceder a la lectura de la tesis del joven científico búlgaro.
En 1914 fue elegido profesor de cálculo diferencial e integral de la Universidad de Sofía. El interés del joven profesor por la balística en el espacio exterior surgió durante la Primera Guerra Mundial, cuando se publicó su primer trabajo en esta área. En 1920 viajó a Berlín, donde conoció a Richard von Mises, que publicó sus nuevos libros sobre balística. Desde 1925 impartió clases sobre esta materia en la Universidad de la Sorbona, en Berlín y en otras universidades alemanes y francesas. También dedicó gran parte de su obra a problemas de termodinámica y a los procesos termodinámicos irreversibles. Ganador del premio de la Academia de Ciencias de París, y de algunos premios estatales en su país natal, en 1947 fue elegido miembro de la Academia de Ciencias de Bulgaria. Falleció el 1 de mayo de 1966 en Sofía.

## Trabajos científicos

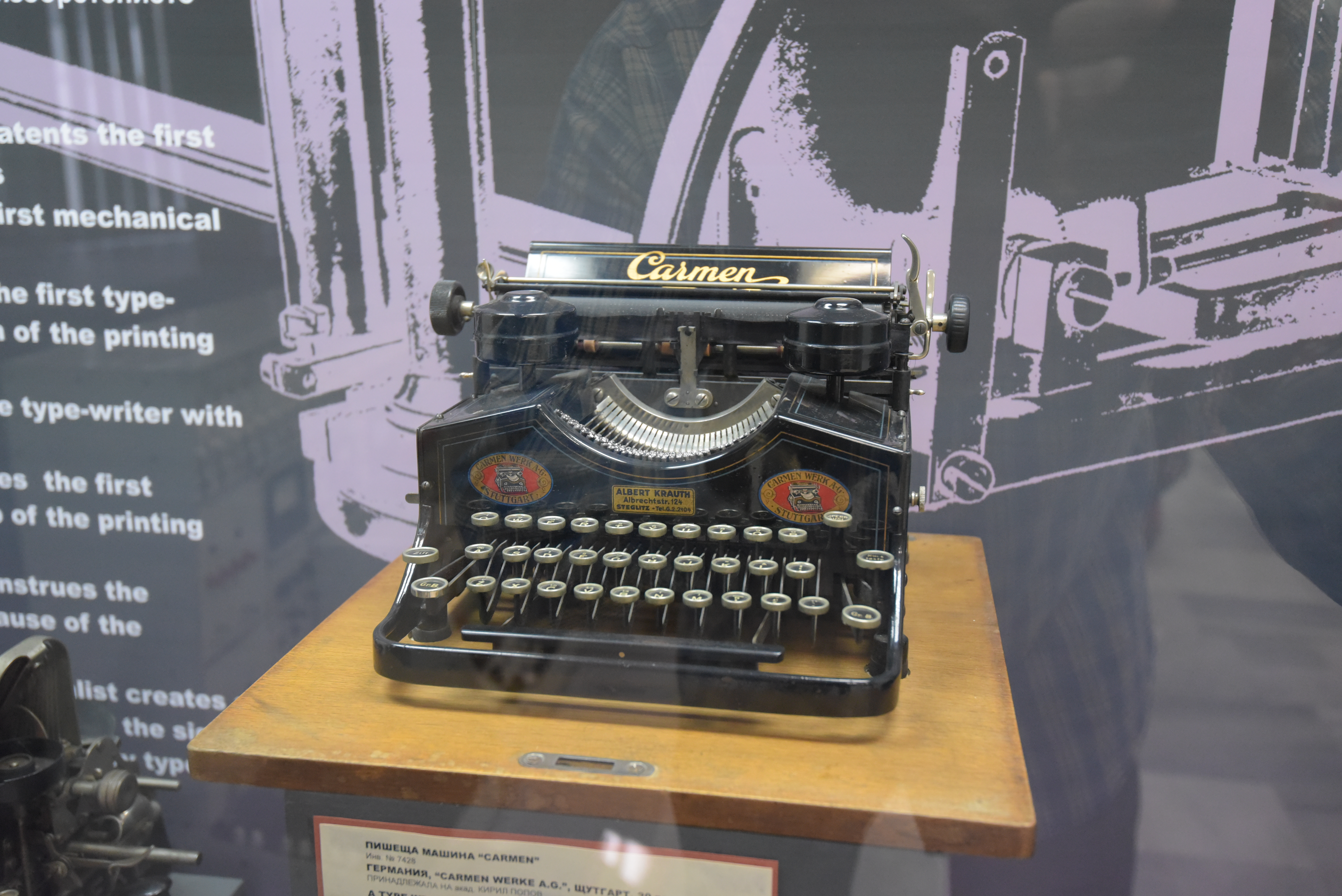
La máquina de escribir de la marca "Carmen" utilizada por Kiril Popov, exhibida en el Museo Politécnico Nacional de Bulgaria.

La obra científica de Popov abarca más de 150 publicaciones, dedicados a tres áreas principales, siempre relacionadas 
con la aplicación de las matemáticas a otras ciencias, especialmente en la física. Esto explica su visión de la unidad de las matemáticas y de la naturaleza.
Sus primeras investigaciones versaron sobre los movimientos del asteroide Hécuba, objeto de su tesis doctoral de 1912 bajo la dirección de Henri Poincaré. En este trabajo, ajustó el método propuesto por su maestro, atrayendo la atención de la comunidad científica europea. En segundo lugar, figuran sus escritos sobre balística, el principal trabajo de su vida. Y, por último, cuando ya había cumplido los 70 años de edad, se dedicó con éxito al campo de la termodinámica.

## Reconocimientos
- El Instituto Matemático de la ciudad de Plovdiv lleva el nombre de Académico Kiril Popov.
- El cráter lunar Popov lleva este nombre en su memoria, honor compartido con el físico ruso del mismo apellido Aleksandr Stepánovich Popov (1859-1906).[2]